# 佳能 EOS R100
佳能 EOS R100 是佳能于 2023 年 5 月推出的一款APS-C画幅无反相机。机身净重量约309克，为EOS R系列中最轻的机型。作为该系统中的入门级机型，其采用约 2410 万有效像素的CMOS图像感应器，常用感光度为 ISO 100-12800 ，可扩展至 ISO 25600，在暗光环境下也能维持较好成像质量。

## 技术规格
搭载佳能自主研发的全像素双核 CMOS AF 自动对焦技术，对焦区域覆盖图像感应器最大约 88%×100%（水平 × 垂直）的面积，最多 143 分区，支持眼睛检测自动对焦。

### 照片连拍
该相机单次自动对焦时最高连拍速度约为 6.5 张 / 秒，伺服自动对焦时最高约 3.5 张 / 秒。